# Iglesia de Blenduk
La Iglesia de Blenduk (en indonesio: Gereja Blenduk, también llamada Iglesia Protestante Emmanuel de Indonesia Occidental; Indonesia Gereja Protestan Barat Immanuel), es un templo cristiano protestante en Semarang, Java Central, Indonesia. Construida en 1753, es la iglesia más antigua de la provincia. 
La iglesia es octogonal, construida sobre una base de piedra y paredes de ladrillo de una sola capa, tiene su planta baja a nivel de calle  Está coronado por una gran cúpula de cobriza, de la que toma su nombre común. la palabra javanesa «mblenduk» significa cúpula.
Blenduk se estableció en 1753, el edificio inicial tenía un estilo de Joglo. Aunque era dedicada para los protestantes, los católicos también la utilizaban hasta que la primera iglesia católica en la ciudad fue construida.